# Onur Balkan
Onur Balkan (İzmit, 10 marzo 1996) è un ciclista su strada turco che corre per il team Salcano Sakarya BB Team.

## Palmarès

### Strada
- 2013 (Juniores, due vittorie)

Campionati turchi, Prova a cronometro Junior
Campionati turchi, Prova in linea Junior
- 2014 (Juniores, una vittoria)

Campionati turchi, Prova in linea Junior
- 2015 (Dilettanti, sei vittorie)

1ª tappa Tour of Çanakkale (Kabatepe > Kilitbahir)
2ª tappa Tour of Mersin (Gülnar > Yanışlı)
2ª tappa Tour of Black Sea (Trebisonda > Ordu)
2ª tappa Tour of Ankara (Kızılcahamam > Beypazarı)
3ª tappa Tour of Ankara (Beypazarı > Beylikköprü)
2ª tappa Tour of Aegean (Pamukkale > Pamukkale)
- 2016 (Dilettanti, due vittorie)

2ª tappa Tour du Maroc (Meknès > Fès)
Campionati turchi, Prova in linea Elite
- 2017 (Dilettanti, una vittoria)

Campionati turchi, Prova in linea Elite
- 2018 (Torku Şekerspor, nove vittorie)

2ª tappa Tour of Mediterrennean (Adana > Mersin)
3ª tappa Tour of Mediterrennean (Mersin > Mersin)
Classifica generale Tour of Mediterrennean
4ª tappa Tour of Mesopotamia (Diyarbakır > Sanliurfa)
Classifica generale Tour of Mevlana
Campionati turchi, Prova in linea Elite
9ª tappa Tour of Qinghai Lake (Jinchang > Wuwei)
3ª tappa Tour of Cappadocia (Kayseri > Kayseri)
5ª tappa Turul României (Bucarest > Bucarest)
- 2019 (Salcano Sakarya BB Team, dodici vittorie)

Grand Prix Justiniano Hotels
3ª tappa Tour of Mesopotamia (Gaziantep > Gaziantep)
2ª tappa Tour of Black Sea (Rize > Giresun)
3ª tappa Tour of Black Sea (Giresun > Çarşamba)
Classifica generale Tour of Black Sea
Tour de Ribas
Bursa Orhangazi Race
Grand Prix Velo Erciyes
2ª tappa Tour of Central Anatolia (Kayseri > Kayseri)
2ª tappa Tour of Kayseri (Kayseri > Kayseri)
Classifica generale Tour of Kayseri
Fatih Sultan Mehmet Edirne Race
- 2020 (Salcano Sakarya BB Team, una vittoria)

Campionati turchi, Prova in linea Elite
- 2021 (Salcano Sakarya BB Team, due vittorie)

Grand Prix Mediterrennean
Campionati turchi, Prova in linea Elite
- 2022 (Sakarya BB Pro Team, due vittorie)

5ª tappa Sharjah Tour (Kayseri > Kayseri)
Grand Prix Gazipaşa

#### Altri successi
- 2015 (Dilettanti)

Classifica a punti Tour of Çanakkale
Classifica a punti Tour of Black Sea
Classifica a punti Tour of Ankara
Classifica scalatori International Tour of Torku Mevlana
- 2017 (Dilettanti)

Classifica sprint intermedi Giro di Turchia
- 2018 (Torku Şekerspor)

Classifica a punti Tour of Cartier - East Mediterrannean Cycling Prohect
Classifica a punti Tour of Mesopotamia
Classifica giovani Turul României
Classifica sprint intermedi Giro di Turchia
- 2019 (Salcano Sakarya BB Team)

Classifica a punti Tour of Black Sea

## Piazzamenti

### Competizioni mondiali
- Campionati del mondo

Toscana 2013 - Cronometro Junior: 60º
Toscana 2013 - In linea Junior: 95º
Ponferrada 2014 - Cronometro Junior: 41º
Ponferrada 2014 - In linea Junior: 109º
- Giochi olimpici

Rio de Janeiro 2016 - In linea: ritirato
Tokyo 2020 - In linea: ritirato

### Competizioni europee
- Campionati europei

Nyon 2014 - Cronometro Junior: 49º
Nyon 2014 - In linea Junior: 58º
Tartu 2015 - Cronometro Under-23: 58º
Tartu 2015 - In linea Under-23: 96º
Plumelec 2016 - In linea Under-23: 97º
Herning 2017 - In linea Under-23: ritirato
- Giochi europei

Baku 2015 - In linea: ritirato
Minsk 2019 - In linea: 78º